# Claude Portolan
Pour les articles homonymes, voir Portolan.

a Compétitions nationales et continentales officielles uniquement.

b Matchs officiels uniquement.
Claude Portolan, né le 16 décembre 1960 à Auterive (Haute-Garonne), est un ancien joueur de rugby à XV français. Il a joué en équipe de France et il a évolué au poste de pilier droit. Il a fait partie de l'effectif du Stade toulousain (1,83 m pour 112 kg).

## Biographie
Né à Auterive, il commence à jouer au rugby dès l'âge de 7 ans au SA Auterive. Il y joua dans toutes les catégories avant d'effectuer sa dernière année junior au Stade toulousain.
Il est champion de France à six reprises (1985, 1986, 1989, 1994, 1995 et 1996 (et finaliste en 1991) tout comme Christian Califano (après Armand Vaquerin de Béziers, dix championnats, et Jérôme Cazalbou lui aussi du Stade, sept victoires de son côté !). Il a également remporté trois Challenges Yves-du-Manoir (1988, 1993 et 1995), une Coupe de France en 1984 (finaliste en 1985), un Challenge Béguère en 1984, 2 Masters Matra, et a été sélectionné en équipe de France à trois reprises, une fois en 1986 (pour la tournée en Australie), et deux fois en 1989, pour la victoire française dans cette édition du Tournoi des Cinq Nations.
Il fut également sélectionné en équipe de France B pour un match contre l'Ecosse et en équipe de France A' pour affronter l'Italie.
Son frère Gérard Portolan a joué également en équipe première avec lui, remportant trois titres nationaux, 1985, 1986 et 1989, le Du Manoir en 1988 (finaliste en 1984) et la Coupe de France en 1984 (finaliste en 1985).
Il a évolué quinze saisons sous le maillot rouge et noir jouant 358 matchs de compétition officielle en équipe première de 1981 à 1996, avec une interruption en 1992-1993. En 2016, le site Rugbyrama le classe septième, avec son frère Gérard, parmi les 10 meilleurs joueurs de l'histoire du Stade toulousain.

## Carrière

### En club
- Formé au SA Auterive
- 1981-1992 : Stade toulousain

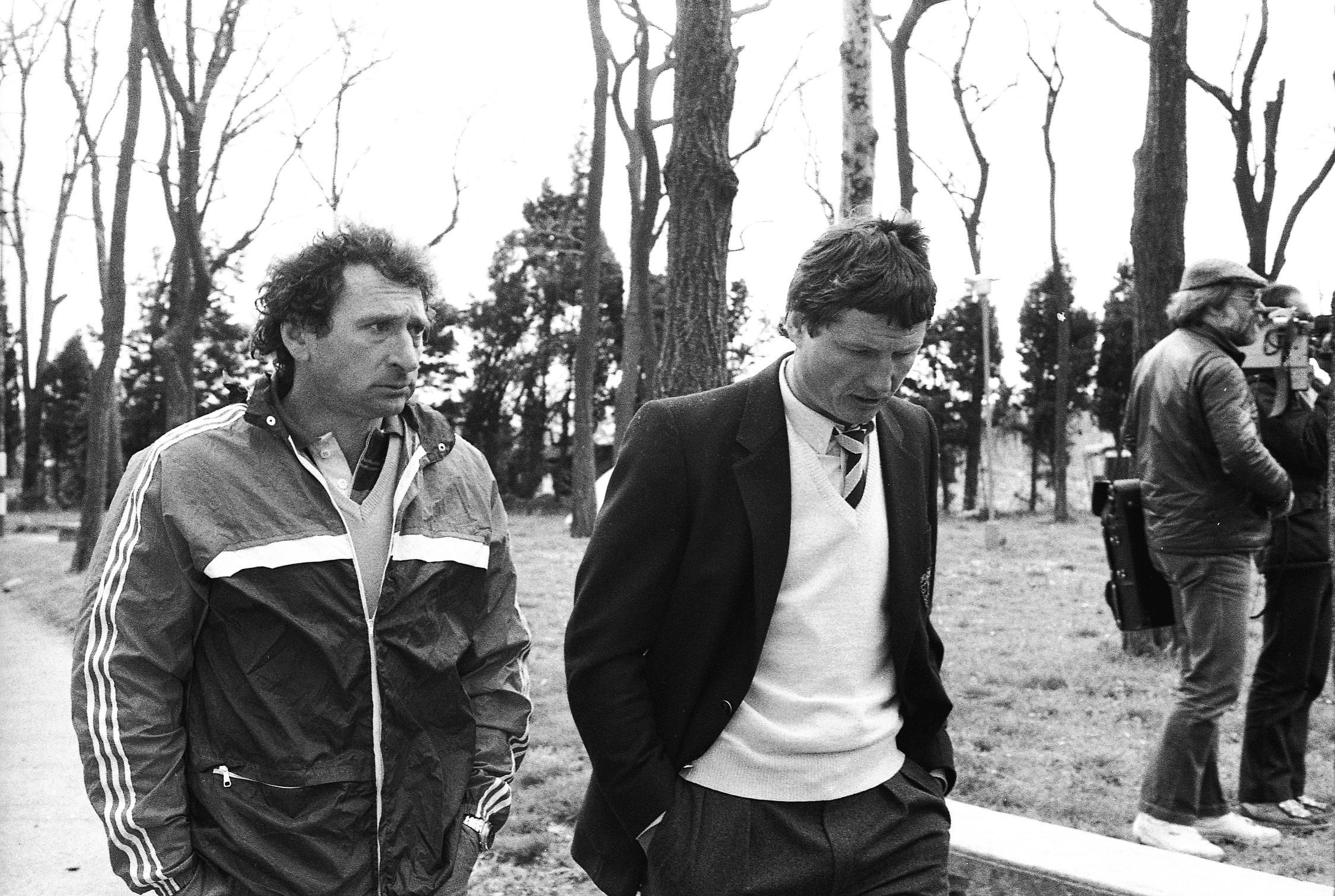
Pierre Villepreux et Jean-Claude Skrela, sont les entraîneurs de Claude Portolan de 1983 à 1989.

Le 7 janvier 1996, il joue avec le Stade toulousain la première finale de l'histoire de la Coupe d'Europe à l'Arms Park de Cardiff face au Cardiff RFC, les toulousains s'imposent 21 à 18 après prolongation et deviennent ainsi les premiers champions d'Europe.
- 1992-1993 : Football club villefranchois
- 1993-1996 : Stade toulousain

### En équipe nationale
Il a honoré sa première cape internationale en équipe de France le 21 juin 1986 contre l'équipe d'Australie. Il connaît deux nouvelles sélections lors du Tournoi des cinq nations 1989, qu'il remporte.

### Avec les Barbarians
Le 22 octobre 1989, il est sélectionné avec les Barbarians français pour jouer contre les Fidji à Bordeaux. Les Baa-Baas s'inclinent 16 à 32.

## Statistiques

### Tournoi des Cinq Nations
| Édition           | Rang | Résultats France | Résultats Portolan | Matchs Portolan |
| ----------------- | ---- | ---------------- | ------------------ | --------------- |
| Cinq Nations 1989 | 1    | 3 v, 0 n, 1 d    | 1 v, 0 n, 1 d      | 2/4             |

Légende : v = victoire ; n = match nul ; d = défaite ; la ligne est en gras quand il y a Grand Chelem.

## Palmarès

### En club
- Championnat de France de première division :
  - Champion (6) : 1985, 1986, 1989, 1994, 1995 et 1996
  - Vice-champion (1) : 1991
- Coupe d'Europe :
  - Champion (1) : 1996
- Challenge Yves du Manoir :
  - Vainqueur (3) : 1988, 1993 et 1995
  - Finaliste (1) : 1984
- Coupe de France :
  - Vainqueur (1) : 1984 contre Narbonne
  - Finaliste (1) : 1985

### En équipe nationale
- 3 sélections en équipe de France en 1986-1989
- Sélections par année : 1 en 1986 (Australie), 2 en 1989 (Irlande, Angleterre)
- Tournoi des Cinq Nations disputé : 1989
- Victoire dans le tournoi 1989